# 맘루크 술탄국
맘루크 술탄국(아랍어: سلطنة المماليك 살타나트 알마말리크[*]), 또는 맘루크 이집트 내지 맘루크 왕조는 13세기 중반부터 16세기 초까지 이집트, 레반트, 헤자즈 지역에 걸쳐 있던 국가로, 1250년 아이유브 술탄국을 무너뜨리면서 건국되었다. 맘루크 술탄국의 역사는 특이하게도 튀르크–바흐리 왕조(1250~1382년)과 체르케스–부르지 왕조(1382~1517년)으로 나뉘는데, 이것은 각 시대별로 정권을 잡았던 맘루크들의 출신 민족, 또는 군단의 이름을 따서 구분한다.
맘루크들은 본래 아이유브 술탄 앗 살리흐(1240~1249)가 양성했던 군사 집단이었지만, 그의 사후 아이유브 왕조로부터 정권을 탈취하고 새로운 국가를 건국했다. 술탄 쿠투즈와 바이바르스가 이끄는 맘루크 군대는 1260년 몽골 군대를 아인잘루트에서 물리침으로써 그들의 팽창을 저지했다. 13세기 말엽에 술탄 칼라운(1279~1290),  알 아쉬라프 칼릴(1290~1293)의 통치 하에 맘루크 술탄국은 십자군 국가를 정복하고 마쿠리아(누비아), 키레나이카, 헤자즈, 아나톨리아 남부로 광범위하게 팽창해 나갔으며, 알 나시르 무함마드의 재위 기간(1293~1294/1299~1309/1310~1341) 동안 오랜 안정과 번영을 누렸다. 하지만 그 뒤부터는 고위 아미르들이 실권을 장악하고 내분이 빈번해지면서 점차 쇠퇴하기 시작했다.
이러한 아미르들 중 한 명인 바르쿠크는 1382~1390년 사이에 기존의 바흐리 왕조를 전복시킨 후 새롭게 부르지 왕조를 개창했다. 맘루크 술탄국은 일부 유능한 통치자들 치하에서 중흥기를 누렸다. 특히 술탄 바르스베이는 유럽 국가들과의 중개 무역을 독점하고 낙후된 지역을 개발하려 노력했으며 술탄 카이트베이는 여러 공공사업을 실시하면서도 대내외적으로 안정적인 통치를 이어갔다. 그렇지만 이들 사후에 맘루크 술탄국은 외세의 침략, 빈번해지는 내분과 반란, 그리고 거듭되는 자연재해로 다시금 쇠퇴했으며 결국에는 1517년 셀림 1세 치하의 오스만 제국에게 정복되었다.

## 국호
맘루크 술탄국이라는 이름은 단지 현대 역사학자들이 붙인 명칭일 뿐이다. 바흐리 왕조 시대의 아랍어 사료들에 따르면, 이 국가는 '튀르크국(아랍어: Dawlat al-Atrak 다울라트 알 아트라크[*], 아랍어: Dawlat al-Turk 다울라트 알 튀르크[*])' 또는 '튀르크인의 국가(아랍어: al-Dawla al-Turkiyya 앗 다울라 알 튀르키야[*])'라고 불렸다. 이후 부르지 왕조가 개창된 뒤에는 '체르케스국(아랍어: Dawlat al-Jarakisa 다울라트 알 자라키사[*])'라고도 불렸다. 이러한 이름들은 통치자였던 맘루크들의 출신 민족을 강조한 것이며, 당대 맘루크 치하의 역사학자들은 부르지 시대의 몇몇을 제외하고는 맘루크들의 노예로서의 지위를 명시적으로 드러내지는 않았다.

## 역사

### 초기 역사
아이유브 술탄국의 술탄인 살리흐가 죽자 그의 아내 샤자르 알두르가 통치하였다. 그는 아랍 역사상 유일무이한 여성 통치자로, 당시 맘루크 총사령관 아이박과 재혼하여 이집트 일대를 함께 통치하여 맘루크 술탄국을 시작하였다.
5대 술탄 바이바르스는 실질적인 맘루크 술탄국의 전설기를 이끌었다. 그는 아바스 칼리파국의 마지막 칼리파의 친척을 카이로에서 보호하며 칼리파로 추대하였다. 이로 인해 "카이로의 아바스 왕조" 시대가 시작되어 1517년 맘루크 술탄국이 멸망할 때까지 함께 명맥을 이어갔다. 이로써 "허수아비 칼리파조" 시대가 시작되었다. 맘루크는 노예였고 노예를 해방시켜주는 권리는 칼리파에게만 부여되어 있었다. 그래서 칼리파는 술탄 권력의 정당성을 인정하는 자로 전락하였다.

## 정치
초기에는 바흐리 왕조가 맘루크 술탄국을 통치(1250년-1390년)하였는데, 이들은 투르크 및 몽골족 출신의 맘루크들이다. 후기에는 부르지 왕조가 맘루크 술탄국을 통치(1382년-1517년)하였는데, 이들은 카프카스 지방 출신의 맘루크들이다.

## 멸망
맘루크 술탄국이 쇠망한 이유로는 크게 세 가지를 꼽을 수 있는데, 지나친 사치, 흑사병, 지리적 이점의 상실 등이 있다.
맘루크 술탄국 말기, 무능한 술탄들이 즉위해 사치에 빠져들게 된다. 이로 인해 맘루크 술탄국의 국민들에게 지나치게 무거운 세금을 물리고 토지를 강제로 빼앗아, 민심 이반을 불러오고 만다.
한편 치명적인 흑사병이 맘루크 술탄국을 덮쳤는데, 맘루크 술탄국의 수도 카이로에서만 하루에 1만 명 이상이 목숨을 잃었으며 원래 이집트 출신이 아니었던 맘루크들은 토착 이집트인보다 병에 대한 저항력이 떨어졌다.
맘루크 술탄국이 번영할 수 있었던 이유 가운데 하나는, 지리적 이점에 있었다. 홍해를 남하해 아라비아 반도를 우회하면, 인도와 교역할 수 있었기 때문이다. 하지만 1498년에 포르투갈의 바스코 다 가마가 인도의 캘리컷에 상륙한 것을 시작으로, 맘루크 술탄국이 누려 온 지리적 이점은 사라지고 만다.
결국 맘루크 술탄국은 1517년에 오스만 제국의 파디샤인 셀림 1세의 공격을 받아 멸망한다.

## 역대 술탄

### 바흐리 왕조
1. 샤쟈르 알두르(여성군주)(재위：1250년)
2. 무이즈 아이바크(재위：1250년 - 1257년)
3. 만수르 알리(재위：1257년 - 1259년)
4. 무자파르 쿠투즈(재위：1259년 - 1260년)
5. 자히르 바이바르스(재위：1260년 - 1277년)
6. 사이드 바라카한(재위：1277년 - 1279년)
7. 아딜 사라미슈(재위：1279년)
8. 만수르 카라운(재위：1279년 - 1290년)
9. 아쉬라프 하릴(재위：1290년 - 1293년)
10. 나스르 무하마드(재위：1293년 - 1294년)
11. 아딜 키트브가(재위：1294년 - 1296년)
12. 만수르 라진(재위：1296년 - 1299년)
13. 나스르 무하마드(복위)(재위：1299년 - 1309년)
14. 무자파르 바이바르스(재위：1309년 - 1310년)
15. 나스르 무하마드(복위)(재위：1310년 - 1341년)
16. 만스르 아브 바쿠르(재위：1341년)
17. 아쉬라프 쿠주크(재위：1341년 - 1342년)
18. 나스르 아흐마드(재위：1342년)
19. 사리프 이스마일(재위：1342년 - 1345년)
20. 카밀 샤반(재위：1345년 - 1346년)
21. 무자파르 하지(재위：1346년 - 1347년)
22. 나스르 하산(재위：1347년 - 1351년)
23. 사리프(재위：1351년 - 1354년)
24. 나스르 하산(복위)(재위：1354년 - 1361년)
25. 만수르 무하마드(재위：1361년 - 1363년)
26. 아쉬라프 샤반(재위：1363년 - 1377년)
27. 만수르 알리(재위：1377년 - 1381년)
28. 사리프 하지(재위：1381년 - 1382년)
29. 자힐 바르크크(재위：1382년 - 1389년)
30. 사리프 하지(재위：1389년 - 1390년)

### 부르지 왕조
1. 자힐 바르크크(재위：1390년 - 1399년)
2. 나스르 파라즈(재위：1399년 - 1405년)
3. 만수르 아브드 아르아즈즈(재위：1405년)
4. 나스르 파라즈(복위)(재위：1405년 - 1412년)
5. 무아이야드 사이프(재위：1412년 - 1421년)
6. 무자파르 아흐마드(재위：1421년)
7. 자히르 타타르(재위：1421년)
8. 사리프 무하마드(재위：1421년 - 1422년)
9. 아쉬라프 바르스바이(재위：1422년 - 1438년)
10. 자히르 쟈크마크(재위：1438년 - 1448년)
11. 아지즈 유스프(재위：1448년)
12. 자히르 쟈크마크(복위)(재위：1448년 - 1453년)
13. 만수르 우스만(재위：1453년)
14. 아쉬라프 이날(재위：1453년 - 1460년)
15. 무아이야드 아흐마드(재위：1460년 - 1461년)
16. 자히르 후스카담(재위：1461년 - 1467년)
17. 자히르 야르바이(재위：1467년 - 1468년)
18. 자히르 티무르부가(재위：1468년)
19. 아쉬라프 카이트바이(재위：1468년 - 1495년)
20. 나스르 무하마드(재위：1495년 - 1498년)
21. 자히르 칸스프(재위：1498년 - 1499년)
22. 아쉬라프 쟈바라트(재위：1499년 - 1501년)
23. 아딜 트만바이(재위：1501년)
24. 아쉬라프 칸스프 가우리(재위：1501년 - 1516년)
25. 아쉬라프 트만바이(재위：1516년 - 1517년)